# Requienia (plante)
Genre
Requienia est un genre de plantes à fleurs dicotylédones de la famille des Fabaceae, sous-famille des Faboideae, originaire  d'Afrique, qui compte trois espèces acceptées.

## Liste d'espèces
Selon The Plant List (1 octobre 2018) :
- Requienia obcordata (Poir.) DC.
- Requienia pseudosphaerosperma (Schinz) Brummitt
- Requienia sphaerosperma DC.